# SC Bromberg
SC Bromberg (celým názvem: Sportclub Bromberg) byl německý fotbalový klub, který sídlil v západopruském městě Bromberg (dnešní Bydgoszcz v Kujavsko-pomořském vojvodství).
Založen byl v roce 1909, zanikl po první světové válce. V průběhu své existence býval účastníkem Baltského fotbalového mistrovství.